# Lacey (Waszyngton)
Lacey  – miasto w Stanach Zjednoczonych, w stanie Waszyngton.
Liczba mieszkańców w 2009 roku wynosiła 39 250.

## Miasta partnerskie
- Mińsk Mazowiecki